# Гликозилирани хемоглобин A1c
Гликозилирани хемоглобин A1c или глукозилирани хемоглобин A1c (скраћено HbA1c) један је од деривата крви који настаје слепљивањем беланчевина хемоглобина и глукозе у процесу гликације. Настаје у патолошким стањима када се глукоза у дужем временском периоду налази у вишку у крви (хипергликемија). Што се у крви налази више глукозе виша је и вредност гликозилираног хемогобина. HbA1c је добар показатељ циркадијалног ритма глукозе и квалитета метаболичке регулације шећерне болести за један дужи период (нпр. у протеклих 2 до 3 месеца која претходе његовом одређивању), који је еквивалентан животном веку црвеним крвним зрнцима.
HbA1c одсликава само средњу вредност шећера у крви током два или три месеца, али не пружа увид у колебање нивоа шећера у крви током дана, не открива евентуалне хипогликемије и не омогућава да се одабере најбоља врста, доза и време убризгавања инсулина. Према томе ова метода није замена за континуирано мерење шећера у крви, већ се само добро са њом допуњава.

## Основне поставке
Хемоглобин
Саставни део крви су црвена крвна зрнца, која у себи садрже као саставни и најважнији део беланчевину хемоглобин. Хумани хемоглобин (Hb) није хемијски хомоген. У црвеним крвним зрнцима здраве одрасле особе постоје три различита типа хемоглобина: 
- два хемоглобина која припадају одраслима (адултни хемоглобин HbА, који је доминантан и HbА2),
- фетални хемоглобин (HbF),
- гликозилирани хемоглобин (HbA1+A0),

Количине ових врста хемоглобина приказане су на доњој табели:
| Врста хемоглобина                         | Глобин        | Удео у укупном Hb |
| ----------------------------------------- | ------------- | ----------------- |
| Адултни хемоглобин A (HbA)                | α2 β2         | 90—97%            |
| Адултни хемоглобин A2 (HbA2)              | α2 δ2         | 2—5%              |
| Фетални хемоглобин (HbF)                  | α2 γ2         | 2%                |
| Укупни гликозилирани хемоглобин (HbA1+A0) | α2 β2 + шећер | 3—9%              |

Један пар α-ланаца је исти за све три фракције Hb, док је други пар део глобина различит за претходни Hb: γ, β и δ ланац.
Гликозилирани хемоглобин
Током 1950-их, гликолизовани HbА1 изолован је из HbА а применом хроматографске анализе издвојене су и остале три фракције HbА1а, GbА1b и HbА1c. Гликација је неензиматски додатак шећера резистентан на амино групе протеина. Гликовани хемоглобини се разликују један од другог у зависности од врсте доданих угљених хидрата и места гликације. Место гликације је обично Н-терминални део ланца β-глобина, али се гликација може десити и на другим деловима β-ланца или на α-ланцу. Гликозилирани хемоглобин HbA1 се састоји из више компоненти приказаних на овој табели:
| Врста гликозилираног хемоглобина                           | Глобин                                                                 | Удео у Hb            |
| ---------------------------------------------------------- | ---------------------------------------------------------------------- | -------------------- |
| Гликозилирани хемоглобин A0 (HbA0)                         | α2 β2-лизин или α-ланац + шећер                                        | 1%                   |
| Гликозилирани хемоглобин A1 (HbA1 = HbA1a + HbA1b + HbA1c) | α2 β2-валин + шећер                                                    | 5—8%                 |
| Гликозилирани хемоглобин A1a (HbA1a)                       | α2 β2-валин + фруктоза-1,6-дифосфат или α2 β2-валин + глукоза-6-фосфат | —                    |
| Гликозилирани хемоглобин A1b (HbA1b)                       | α2 β2-валин + прирувична киселина                                      | —                    |
| Гликозилирани хемоглобин A1c (HbA1c)                       | α2 β2-валин + глукоза                                                  | 4 – 6% (75—80% HbA1) |
| Пре-HbA1c (нестабилна Шифова база, алдимин)                | лабилни интермедијер HbA1c                                             | 5—8%                 |

HbA1c је најзаступљенија фракција гликозилираног хемоглобина, која настаје иреверзибилном неензимском гликацијом.
Хемоглобин HbA1c који се налази у црвеним крвним зрнцима је беланчевина за коју се у стањима трајно високих вредности гликемије везује шећер из крви, а степен његовог везивања је пропорционалан висини и дужини одржавања високог нивоа шећера у крви. Другим речима, уколико је концентрација шећера у крви виша утолико је веће његово везивање за хемоглобин, и обрнуто.
Гликозилирани хемоглобин је фракције хемоглобина која се неензимски гликозилира и чија концентрација одражава тенденцију промена вредности гликемије у дужем временском периоду.
Оне се међусобно разликују по врсти угљених хидрата везаних за хемоглобин (Hb) или по типу амино групе која учествује у реакцији.
Код нормогликемичних особа удео HbA1а1, HbA1а2 и HbA1b у укупном Hb износи од 0,4% -0.8%. Удео HbA1с у укупном Hb износи 4—5%, тако да је удео укупног гликозилилираног Hb 3—9%.
С обзиром да ниво HbA1c, одражава неензимску гликозилацију хемоглобина, промена нивоа ове фракције посматра се у контексту живота еритроцита. А како је животни век еритроцита 120 дана а гликозилација хемоглобина није линеарни процес већ се највећи део одвија тек у другој половини животног века еритроцита, због старења еритроцити бивају замењени новим. Према томе не постоји рационална основа да се ниво HbA1c анализира у интервалу краћем од 60 дана. Зато се у пракси код особа са хипергликемијом мерењем концентрације гликозилираног хемоглобина у крви може утврди која је била просечна концентрација гликозе у крви у задњих 8—12 недеља или 2 до 3 месеца.
Код особа које не пате од хипергликемије или шећерне болести, просечне вредности HbA1c крећу се у распону од 3,5% до 5,5%. Када је HbA1c 7% просечна вредност шећера у крви је 6,5 mmol/l., што најбоље илуструје приказани дијаграм.
Дијаграм вредности HbA1c у односу на концентрацију глукозе у крви.
| HbA1c % | mmol/l           |
| ------- | ---------------- |
| 12      | 16,5 (13,3–19,3) |
| 11      | 14,9 (12,0–17,5) |
| 10      | 13,4 (10,7–15,7) |
| 9       | 11,8 (9,4–13.9)  |
| 8       | 10,2 (8,1–12,1)  |
| 7       | 8,6 (6,8–10,3)   |
| 6       | 7,0 (5,5–8,5)    |
| 5       | 5,4 (4.2–6,7)    |

Код особа са шећерном болешћу оне су значајно више нпр. 8,0% до 13%. за вредности глукозе у крви од 10—13 mmol/l. Вредности HbA1c од 6,5% до 7,5% сматрају се задовољавајућим, код особа са шећерном болешћу.

### Лабораторијске методе
Најчешће методе за лабораторијско одређивање HbA1c су:
- Течна хроматографија високих перформанси (HPLC)
- Имунохемијске методе
- Ензимска метода
- Јонселективна хроматографија
- Електрофореза капилара

### Јединице за изражавање HbA1c
Америчка асоцијација за дијабетес (ADA), Европска асоцијација за испитивање дијабетес (EASD) и Међународна федерација за дијабетес (IDF) сложили су се да се HbA1c изражава у јединицама које пружа Међународна федерација за клиничку хемију (IFCC):
{\displaystyle \mathrm {IFCC} \,\mathrm {HBA1c} \,{\frac {\text{mmol}}{\text{mol}}}=[\mathrm {DCCT} \,\mathrm {HBA1c} \,(\%)-2.14]\times 10.929}
Удео HbA1c представља однос гликозилираног према укупном хемоглобину:
HbA1c % = HbA1c (g/L)/THB (g/L)*100
| IFCC-HbA1c | DCCT-HbA1c | Mono S- HbA1c[10] |
| ---------- | ---------- | ----------------- |
| (mmol/mol) | (%)        | (%)               |
| 10         | 3.1        | 2.0               |
| 20         | 4.0        | 2.9               |
| 30         | 4.9        | 3.9               |
| 40         | 5.8        | 4.8               |
| 45         | 6.3        | 5.3               |
| 50         | 6.7        | 5.8               |
| 55         | 7.2        | 6.3               |
| 60         | 7.6        | 6.8               |
| 65         | 8.1        | 7.2               |
| 70         | 8.6        | 7.7               |
| 80         | 9.5        | 8.7               |
| 90         | 10.4       | 9.6               |
| 100        | 11.3       | 10.6              |

### Референтне вредности
Вредности гликохемоглобина се изражавају као удео појединих фракција у односу на укупни Hb. Према међународном мерном систему (SI) оне треба да буду изражене уделом фракције до јединице, али код већине комерцијалних тестова оне су изражене у процентима.
Референтне вредности зависе од методе и фракције која се мери (HbA1c или HbA1), а неки договорени консензус би био: за HbA1 5 8%, а за HbA1c 3 6%.
Светска Здравствена Организација препоручује за контролу гликемије следеће вредности за HbA1c:
< 6,5% — добро контролисана гликемија,
6,5 — 7,5% — граничне вредности гликемије,
> 7,5% — лоше контролисан ниво гликемије.
Како не постоји специфичан (идеалан) опсег за добру контролу, резултате пацијената би требало интерпретирати по индивидуалној основи.

## Значај одређивање HbA1c
Одређивање HbA1c у крви, тренутно је једна од најбољи метода да се шећерна болест прати и држи под контролом. Наиме одређивање HbA1c је много поузданија метода за откривање постојање лоше метаболичке регулације шећерне болести, нарочито у оним случајевима код којих она може остати неоткривена ако се само једном у 2-3 месеца одређује шећер у крви или користи дневни гликемијски профил (када се гликемија одређује више пута у току дана, евентуално и током ноћи).
Колики је значај смањење вредности HbA1c за само 1% најбоље говоре ови подаци, који указују на то да је смањење ризика мање:
- 21% — за настанак свих компликација код шећерне болести
- 21% — за смртни исход изазван шећерном болешћу
- 14% — за настанка инфаркта срца
- 37% — за појаву микроваскуларних компликација (неуропатије, отказивања рада бубрега и оштећења вида).

Међутим ова метода не искључује мерење шећера у крви по одређеном ритму, од стране самих пацијената, који контролишу ниво шећера у крви помоћу самомерача и тачно евидентирају. То има посебан значај јер након болесникове посете лекар врши упоређивање тих вредности са вредношћу HbA1c. Тек на основу резултата ове две анализе може се остварити најбоља процена успешности лечења и прави план даље терапије у наредном периоду.

## Начин извођења
Анализа је врло једноставна, брза и релативно јефтина. Потребан је само један узорак крви, а сама анализа је готова за један дан. Све методе за мерење гликохемоглобина не захтевају велику количину узорка крви, тако да се може користити капиларна крв.
Такође нису потребни никакви специјални услови за вађење крв, а пацијент не мора бити на таште. Венска крв се обично сакупља са ЕДТА, али се могу користити и хепарин и флуорид-оксалат као антикоагуланси.
Узорак крви се може сакупити и на филтер папиру који је претходно наквашен раствором који садржи глукоза оксидазу. Глукоза оксидаза везује слободну глукозу и спречава брзу ин витро гликозилацију хемоглобина за време сушења. Међутим, овај инхибиторни ефекат није потпун и проценат гликохемоглобина расте временом, тако да су у току 14 дана промене минималне.

## Веродостојност резултата
Постоји мали број ситуација (неке тешке анемије, узимање алкохола, трудноћа, уремија и нека друга обољења) када добијена вредност може бити нереално повишена или снижена. У таквим стањима задатак лекара је да додатним испитивањима изврши процену веродостојности добијеног резултата.
У том смислу при коришћењу гликозилираног хемоглобина у дијагностичке сврхе треба узети у обзир следеће факторе:
- измењени хемоглобин (варијанте хемоглобина),
- анемију
- измењени полуживот еритроцита,
- старост и старење,
- етичку припадност.[4]